# Chāh Khū
Chāh Khū är en ort i Iran.   Den ligger i provinsen Khorasan, i den östra delen av landet, 900 km öster om huvudstaden Teheran. Chāh Khū ligger 1 705 meter över havet och antalet invånare är 200.
Terrängen runt Chāh Khū är huvudsakligen kuperad, men åt nordost är den platt.  Trakten runt Chāh Khū är nära nog obefolkad, med mindre än två invånare per kvadratkilometer. Närmaste större samhälle är Kasrāb, 19,6 km nordväst om Chāh Khū. Trakten runt Chāh Khū är ofruktbar med lite eller ingen växtlighet.